# Xing (soziales Netzwerk)

Logo von Xing

Xing (Eigenschreibweise XING) ist ein soziales Netzwerk, in dem die Mitglieder vorrangig ihre beruflichen Kontakte verwalten sowie Zugriff auf Stellenausschreibungen haben.  Xing bietet vor allem eine Plattform für Geschäftsnetzwerke überwiegend im deutschsprachigen Raum. Im Februar 2023 hatte Xing nach eigenen Angaben 21,5 Millionen Nutzer in Deutschland, Österreich und der Schweiz.
Betrieben wird Xing von New Work SE in Hamburg. Das Unternehmen erzielte 2023 mit rund 1500 Mitarbeitern 306 Mio. Umsatz.

## Funktionsweise
Angemeldete Benutzer können sowohl berufliche als auch private Daten in ein Profil eintragen. Studium, Ausbildung und beruflicher Werdegang werden ähnlich wie im Lebenslauf in tabellarischer Form dargestellt. Referenzen stützen die Eintragungen. Außerdem können Nutzer ein Profilbild, Kontaktdaten, Fähigkeiten und Kenntnisse sowie persönliche Interessen eintragen. Eine Verpflichtung zum vollständigen Ausfüllen des Profils mit allen Feldern besteht jedoch nicht. Anhand dieser Informationen können Kontaktwünsche als Gesuche und Angebote formuliert werden. Zur Kontaktaufnahme ist es notwendig, dass ein Kontaktwunsch von der Gegenseite bestätigt wird. Der Benutzer entscheidet selbst in jedem Fall, wer welche Informationen (z. B. Rufnummer, E-Mail-Adresse oder Geburtsdatum) aus seinem Profil zu sehen bekommt.
Die Mitgliedschaft bedingt eine Registrierung. Die kostenlose (Basis-)Mitgliedschaft hat im Gegensatz zur kostenpflichtigen Premium-Mitgliedschaft eingeschränkte Funktionalitäten. Beispielsweise steht die Suchfunktion nur Premium-Mitgliedern vollständig zur Verfügung.
Die Kündigung der kostenlosen Xing-Mitgliedschaft ist jederzeit möglich. Das Konto wird mit allen eingegebenen Daten vollständig gelöscht. Die Kündigung der Premium-Mitgliedschaft ist nur mit dreiwöchiger Kündigungsfrist zum Ablauf eines abgeschlossenen Zeitraumes möglich.
Eine Programmierschnittstelle (API) steht außenstehenden Entwicklern und anderen Unternehmen zur Verfügung, um die eigene Funktionalität in Xing anbieten oder die eigenen Daten abrufen zu können.
Neben der Webversion steht eine App für mobile Endgeräte mit den Betriebssystemen iOS sowie Android zur Verfügung.
Xing (21 Mio. Nutzer) ist ein Mitbewerber zum US-amerikanischen LinkedIn (930 Mio. Nutzer).

## Benutzerfunktionen
Die Benutzerschnittstelle von Xing ist mehrsprachig und berücksichtigt in der Suchfunktion Mitglieder mit gemeinsam gesprochenen Sprachen. Zurzeit werden folgende Systemsprachen unterstützt: Deutsch, Englisch, Spanisch, Französisch, Italienisch, Niederländisch, Polnisch, Portugiesisch, Russisch, Chinesisch und Türkisch.
Neben der datenbankorientierten Kontaktpflege bot Xing öffentliche Veranstaltungskalender, die dem Benutzer thematisch und regional aufbereitet dargestellt wurden. Darüber hinaus konnte die Terminfunktion auch zur Organisation privater Termine genutzt werden. Das Angebot umfasste außerdem über 50.000 Diskussionsforen, die teils öffentlich, teils nur für einen bestimmten Kreis von Benutzern zugänglich waren. Dazu zählten auch geschlossene Benutzergruppen mit erweiterten Funktionen für Organisationen und Firmen. Ergänzend zum Online-Angebot gab es zahlreiche Regionalgruppen, die lokale Treffen veranstalteten, auf denen persönliche Kontakte geknüpft werden konnten. So veranstalteten Mitglieder im Jahr 2010 mehr als 180.000 Events. Die Event- und Gruppenfunktion wurde 2023 beendet.
Jeder angemeldete Benutzer hat auch ein eigenes Postfach. Dieses ist ausschließlich über Xing zugänglich. Seit Oktober 2007 bietet Xing außerdem (bis März 2009 unter dem Titel Marketplace) eine Jobbörse an. Mitglieder der Plattform können dort sowohl selbst Stellenangebote einstellen als auch nach freien Stellen suchen. Die Jobvermittlung stellt seit 2023 die Hauptfunktion der Plattform da.
Zielgruppe dieser Plattform sind zum einen berufstätige Personen, die ihr Kontaktnetzwerk (Partner, Kunden, Freunde, Interessenten, Ex-Kollegen, Ex-Kommilitonen usw.) online pflegen. Um Mitglied zu werden, müssen Internetnutzer das 18. Lebensjahr vollendet haben. Eine weitere Zielgruppe sind Unternehmen, die sich mithilfe von einem Unternehmensprofil darstellen und ihre Arbeitgebermarke (Employer Branding) pflegen können.
Xing Klartext war bis Ende 2020 ein wirtschaftsjournalistisches Angebot mit einer Plattform für Debattenbeiträge. Roland Tichy fungierte bis Januar 2017 als Herausgeber, Jennifer Lachman war Chefredakteurin des Online-Magazins. Tichy trat nach öffentlicher Kritik an seiner Doppelrolle als Klartext-Herausgeber und Herausgeber des konservativen Magazins Tichys Einblick zurück.
Am 11. August 2022 hat die Geschäftsleitung alle Moderatoren per E-Mail darüber informiert, dass die Gruppen genannten Diskussionsforen und der Eventmarkt, ein Veranstaltungskalender mit Buchungsmöglichkeit, zum 11. Januar 2023 eingestellt werden.
Nach einer Neuausrichtung im Jahr 2024 entwickelt sich Xing von einem sozialen Netzwerk zu einem Jobportal.

## Kritik
Datenschützer bemängeln, dass Teilnehmer in Unkenntnis der Schutzeinstellungsmöglichkeiten ihre eigenen Kontaktbeziehungen ungeschützt der breiten Öffentlichkeit preisgeben.
Durch die Funktion „Mitglieder, die meine Kontaktseite kürzlich aufgerufen haben“, die nur für Premiumnutzer uneingeschränkt nutzbar ist, wird die eigene Nutzungsweise der Plattform für andere Nutzer bewusst oder unbewusst sichtbar. Auch die Funktion „Neues aus meinem Netzwerk“ hat unter Mitgliedern Diskussionen ausgelöst.
Weitere Kritik gab es Anfang Januar 2008, als bekannt wurde, dass auf den Profilseiten Werbung eingeblendet wird, wenn nichtzahlende Mitglieder diese aufrufen. Über diese Neuerung fühlten sich die zahlenden Mitglieder nur unzureichend informiert. Aufgrund der zahlreichen Kritik wurde zunächst eine Funktion eingebaut, mit der zahlende Mitglieder die Werbung auf ihren Profilen unterbinden können. Kurz darauf wurden die Werbeeinblendungen wieder vollständig abgeschaltet.
Xing sammelte Unternehmensprofile automatisch, wenn mindestens vier Mitarbeiter bei Xing angemeldet sind. Dieses war insofern problematisch, als diese Unternehmensprofile unter anderem über kein Impressum verfügen. Unternehmen können laut einem Urteil des Landgerichts Nürnberg-Fürth diese automatisch angelegten Profile löschen lassen.
Ehemalige Mitglieder mit gekündigtem Account beklagten, auch nach der Kündigung noch Newsletter und Nachrichten per E-Mail zu erhalten.
Im April 2019 wurde Xing von der Verbraucherzentrale Nordrhein-Westfalen aufgrund von intransparenten Kündigungsoptionen kritisiert. Die Kritik war darin begründet, dass Premium-Nutzer online ihre Kündigung erklären konnten, jedoch im Anschluss eine E-Mail bekamen, in der sie durch das Klicken eines Buttons die Kündigung bestätigen mussten. Wurde der Button nicht geklickt, akzeptierte Xing sie nicht und verlangte weiterhin Geld von den Premium-Nutzern, das Verfahren blieb unverändert.

## New Work
| Jahr | Umsatz in Mio. € | Mitarbeiter | Mitglieder gesamt (in Mio.) | Mitglieder zahlende (in Mio.) |
| ---- | ---------------- | ----------- | --------------------------- | ----------------------------- |
| 2008 | 35,3             | 174         |                             |                               |
| 2009 | 45,1             | 265         |                             |                               |
| 2010 | 54,3             | 306         |                             | 0,745                         |
| 2011 | 66,2             | 456         |                             | 0,784                         |
| 2012 | 73,3             | 513         |                             | 0,808                         |
| 2013 | 84,8             | 571         |                             | 0,830                         |
| 2014 | 101,4            | 649         |                             | 0,835                         |
| 2015 | 123,0            | 792         |                             | 0,881                         |
| 2016 | 148,5            | 961         | 10,4                        | 0,929                         |
| 2017 | 187,8            | 1290        | 13,4                        | 0,994                         |
| 2018 | 231,5            | 1439        | 15,3                        | 1,025                         |
| 2019 | 269,2            | 1778        | 17,2                        | >1,052                        |
| 2020 | 276,5            | 1787        | 18,8                        |                               |
| 2021 | 284,5            | 1712        | 20,3                        |                               |
| 2022 | 313,4            | 1887        | 21,5                        |                               |
| 2023 | 305,6            | 1542        | 22,1                        |                               |

Xing wird von der Hamburger New Work SE betrieben (bis Juli 2007 unter dem Namen Open Business Club AG, danach bis Juli 2019 Xing SE). Die Plattform wurde im August 2003 unter dem Namen OpenBC (Open Business Club) durch Lars Hinrichs gegründet und zählte laut Geschäftsbericht Ende des ersten Quartals 2012 über 12 Millionen Benutzer, davon 793.000 mit einer kostenpflichtigen Premium-Mitgliedschaft. 5,5 Millionen Mitglieder stammten 2012 aus Deutschland, Österreich und der Schweiz, davon 765.000 zahlende Mitglieder. Allein in Deutschland weist Xing monatlich 2,6 bis 3,5 Millionen Besuche von Usern auf. Im März 2016 vermeldete das Unternehmen 10 Millionen Mitglieder in der D-A-CH-Region, darunter 880.000 Premium-Mitglieder. 2018 konnte zuerst die Millionen-Marke bei den Premium-Mitgliedern erreicht werden, im dritten Quartal 2019 wurden 1,05 Millionen Premium-Mitglieder gemeldet.
Im Dezember 2006 erfolgte der Börsengang. Im November 2009 gab das Medienhaus Hubert Burda Media bekannt, 25,1 % der Aktien von der Cinco Capital GmbH erworben zu haben. Geschäftsführer der Cinco Capital ist der Gründer Lars Hinrichs. Burda wurde damit Hauptaktionär. Zum 20. März 2012 hielt die Burda Digital GmbH 29,7 % der Xing-Aktien. Bis Oktober 2012 baute Burda den Anteil auf 39,89 Prozent aus und machte ein Übernahmeangebot für Xing. Bis Angebotsende am 7. Dezember 2012 erhöhte sich dadurch der Aktienanteil von Burda auf 59,2 %. Bereits im Februar 2013 wurde der Anteil auf 52,6 % reduziert. 2023 lag der Anteil von Burda bei 50,2 %. Im Juni 2025 übernahm Burda 100 % der Aktienanteil von Xing.
Im Dezember 2010 wurde bekannt, dass Xing den Münchner Online-Ticketverkaufs- und Event-Organisationsanbieter Amiando zum Gesamtpreis von 10,35 Millionen Euro mit Wirkung zum 1. Januar 2011 gekauft hat. Xing-Mitglieder konnten die Amiando-Dienstleistungen für Online-Veranstaltungen nun auch direkt über Xing nutzen, also Event-Tickets anbieten und verkaufen. Zwischenzeitlich wurde Amiando unter dem Namen Xing Events fortgeführt. 2023 wurde Xing Events eingestellt.
Anfang Januar 2013 gab Xing eine Übernahme im E-Recruiting bekannt: Das berufliche Netzwerk kaufte das österreichische Arbeitgeber-Bewertungsportal Kununu (Eigenschreibweise kununu). Der Kaufpreis belief sich zunächst auf 3,6 Mio. Euro und konnte sich bis 2015 – abhängig von der Geschäftsentwicklung von Kununu – noch um 5,8 Mio. Euro steigern.
Im Geschäftsjahr 2011 erzielte das Unternehmen Umsatzerlöse von 66,2 Millionen Euro und lag damit 22 % über dem Umsatz des Geschäftsjahres 2010. Von 2008 bis 2012 war Stefan Groß-Selbeck Vorstandsvorsitzender von Xing- Petra von Strombeck war von 2020 bis 2025 Vorstandsvorsitzende. Im Juni 2025 übernahm Maximilian Preisser diese Rolle.
Die Aktien werden seit dem 7. Dezember 2006 an der Börse gehandelt, zwischen September 2011 und März 2021 waren sie im TecDAX gelistet. Seit 2012 fokussiert sich das Unternehmen auf den deutschsprachigen Markt. Etwa 91 % der Seitenaufrufe kommen aus der D-A-CH-Region.
Anlässlich seines zehnjährigen Bestehens veröffentlichte Xing 2013 das Printmagazin Spielraum zu Themen zum Wandel der Arbeitswelt. Im Anschluss wurde der New Work Award an Firmen mit den besten Ideen zur neuen Arbeitswelt vergeben. Das Projekt wurde mit Blogs fortgeführt, wobei eigene Inhalte produziert und externe Experten wie Thomas Sattelberger eingebunden wurden. Die redaktionelle Leitung hat der ehemalige stern.de-Vizechefredakteur Ralf Klassen.
New Work ist Eigentümer der Marken Xing, onlyfy, kununu, Honeypot und InterNations.
Seit September 2021 sitzt das Unternehmen im New Work Harbour (ehemals Unilever-Haus) in der Hamburger HafenCity.
Im März 2023 entließ das Unternehmen 68 Mitarbeiter und somit auch die komplette Zürcher Belegschaft. Im Januar 2024 wurde die Entlassung von 400 der aktuell 2000 Angestellten angekündigt.
Im Juni 2024 kündigte das Unternehmen das Delisting von der Börse an, das am 26. August 2024 vollzogen wurde. Alle Anteile sind seit Juni 2025 im Besitz von Hubert Burda Media.